# Вінер АК
«Вінер Атлетікспорт Клуб» (нім. Wiener Athletiksport Club), також відомий як «Вінер АК» та ВАК — австрійський футбольний клуб, заснований 14 жовтня 1897 року.

## Досягнення
- Фіналіст кубка Мітропи: 1931
- Чемпіон Австрії (1): 1915
- Віце-чемпіон Австрії: 1943
- Третій призер чемпіонату Австрії: 1914, 1919, 1929, 1944, 1960, 1961
- Володар кубка Австрії (3): 1931, 1938, 1959
- Фіналіст кубка Австрії: 1928, 1932, 1935
- Володар кубка виклику (3): 1901, 1903, 1904

## Статистика
| Сезони | Матчі | Перемоги | Нічиї | Поразки | Різниця м'ячів | Очки |
| ------ | ----- | -------- | ----- | ------- | -------------- | ---- |
| 38     | 825   | 318      | 177   | 330     | 1669 — 1663    | 813  |

## Найкращі бомбардири чемпіонату Австрії
- 2 —  Йоганн Нейманн: 1913 (17), 1914 (23)
- 1 —  Фрідріх Цейка: 1960 (28)

## Відомі гравці
- Йоганн Студнічка (1897—1919) — капітан збірної Австрії (1901—1917; 28 матчів, 18 голів).
- Георг Браун (1925—1935) — гравець основи «вундертіму».
- Рудольф Гіден (1927—1933) — найкращий воротар в історії австрійського футболу. За рейтингом IFFHS найкращих голкіперів XX століття займає 24-е місце у світі, 13-е — у Європі.
- Фрідріх Цейка (1959—1963) — 245 забитих м'ячів в чемпіонаті Австрії.
- Ганс Кранкль (1971—1972) — володар «Золотої бутси-1978»